# Uma Vida, Uma História - Ao Vivo (DVD)
Uma Vida, Uma História - Ao Vivo é o segundo álbum de vídeo da cantora Damares, sendo seu primeiro DVD lançado pela Sony Music Brasil. Gravado no mês de outubro do ano de 2011 em São Sebastião com mais de sessenta mil pessoas, o álbum traz o repertório completo do CD Diamante e mais alguns dos maiores sucessos da cantora.
A direção deste DVD foi de Bruno Fioravanti  e a produção foi de Melk Caravlhedo.
O álbum foi classificado na primeira fase do Troféu Promessas nas indicações de "Melhor DVD/Bluray" e "Melhor Música" com "Consolador" e "Sabor de Mel".

## Faixas
| N.º            | Título                                                                                                 | Compositor(es) | Duração      |  |
| 1.             | "Adoração sem fim"                                                                                     |                | 4:43         |  |
| 2.             | "Diamante"                                                                                             |                | 7:25         |  |
| 3.             | "De Repente"                                                                                           |                | 6:40         |  |
| 4.             | "Sacrifício e Adoração"                                                                                |                | 6:47         |  |
| 5.             | "Na Mesa do Rei"                                                                                       |                | 6:51         |  |
| 6.             | "A Batalha do Arcanjo"                                                                                 |                | 8:09         |  |
| 7.             | "Derrama Shekináh"                                                                                     |                | 5:28         |  |
| 8.             | "Medley: Milagre/ Diário de um Vencedor/ Não Toque no Ungido/ O Deus que Faz/ É a Sua Vez/ Apocalipse" |                | 8:07         |  |
| 9.             | "Glória"                                                                                               |                | 5:50         |  |
| 10.            | "Um Novo Vencedor "(Ministração)"                                                                      |                | 8:47         |  |
| 11.            | "Quem Viver Verá"                                                                                      |                | 6:31         |  |
| 12.            | "Em Adoração"                                                                                          |                | 10:44        |  |
| 13.            | "Consolador"                                                                                           |                | 5:07         |  |
| 14.            | "Sabor de Mel"                                                                                         |                | 5:35         |  |
| 15.            | "Preciosidade"                                                                                         |                | 5:51         |  |
| 16.            | "O Brasil é do Senhor"                                                                                 |                | 5:05         |  |
| Duração total: | Duração total:                                                                                         | Duração total: | Aprox.150min |  |

## Indicações e Prêmios
Troféu Promessas
| Ano                | Categoria                 | Indicado | Resultado |
| ------------------ | ------------------------- | -------- | --------- |
| 2012               |                           |          |           |
| "Melhor Música"    | Consolador e Sabor de Mel | Indicado |           |
| "Melhor DVD/Bluray | Ao Vivo em São Sebastião  | Indicado |           |